# シェムハザ
シェムハザ（Shemhaza、アラム語：שמיחזה, ギリシア語：Σεμιαζά）は、堕天使の一人で、グリゴリの指導者の一人。別名シェミハザ（Shemihaza）、シャムハザイ（Shamhazai）など。他に Samyaza, Semihazah、Shemyazaz、Sêmîazâz、Semjâzâ、Samjâzâ、Shemyaza、Shemhazai、Amezyarak といった綴りが知られている。
シェムハザという名は、「シェム」（「名」の意）と「アザ」の合成で、天使アザまたはウザ（「強さ」の意）の名が転じたものとも言われる。アザとウザは、ヘブライ語の『第三エノク書』にアザ、ウザ、アザエルの三天使として言及される。また、それらはともに「救いの天使」であるとされる。ある箇所では高位の天使として、また別の箇所では人間に魔術を教えた堕天使として言及されるこの3者の名は、シェムハザとアザゼルの転訛であるとも言われる。また、『セーフェル・イェツィラー』によると、他の天使は幻視でしか見ることができないが、シェムハザは物理的に見ることができる可能性があるとされている。

## 伝説

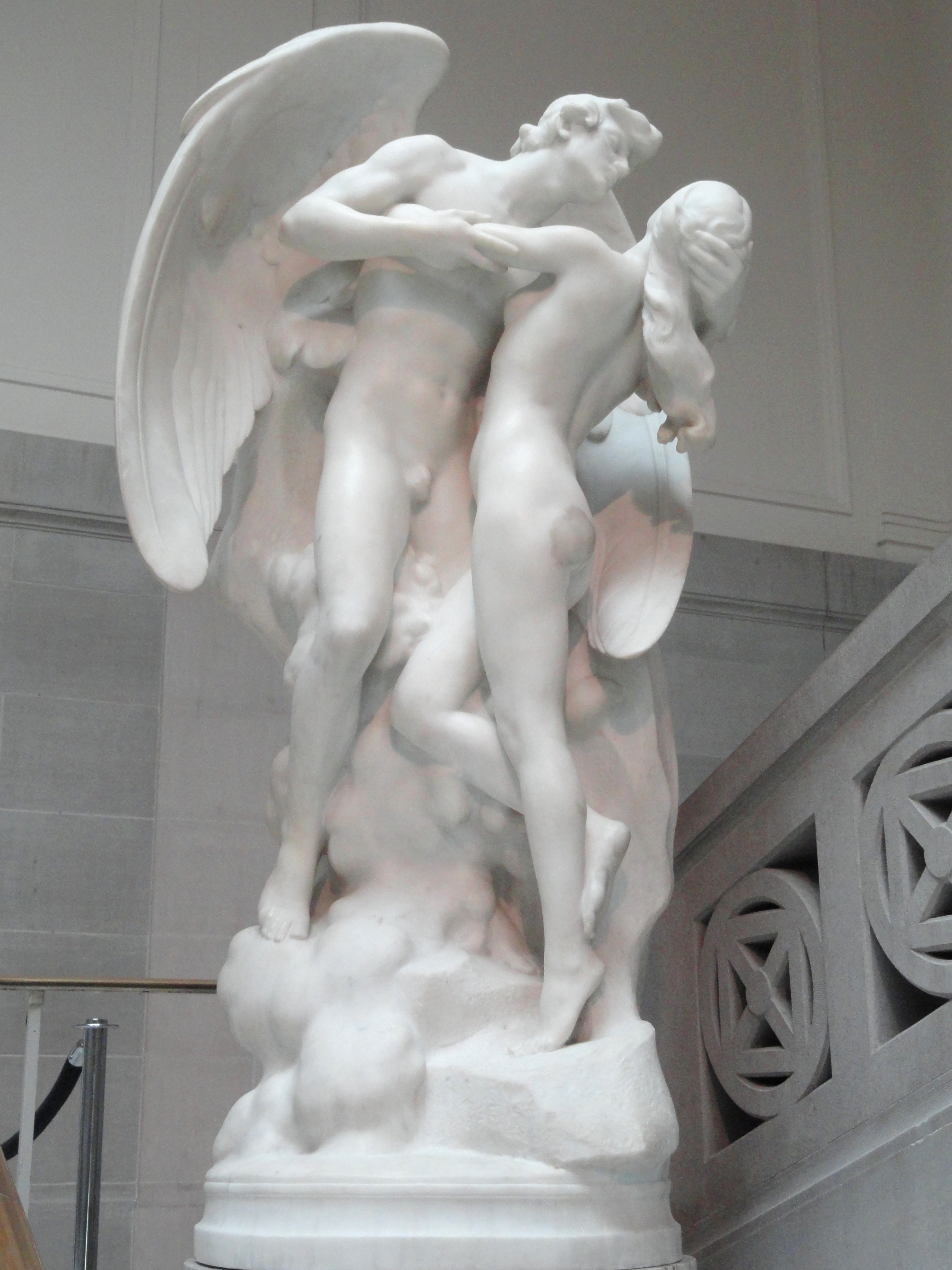
"The Sons of God Saw the Daughters of Men That They Were Fair", 人の娘を娶る神の子を描いたダニエル・チェスター・フレンチによる彫刻（1923年頃）

旧約聖書「創世記」6章に、「神の子ら」が人間の娘と婚姻を結んだという伝説が簡潔に記されている。
「神の子たちは人の娘たちの美しいのを見て、自分の好む者を妻にめとった。」（創世記6:2）
『ヨベル書』などいくつかの旧約外典・偽典やその他のユダヤ文献にこの伝説のヴァリアントがみられるが、『第一エノク書』は、天の会議の成員であったこの「神の子ら」（ベネ・ハ＝エロヒム）の、失墜し断罪された顛末を物語っている。この伝説の中で堕天使たちの指導者の名としてシェムハザが登場する。
物語によれば、人間または世界を監視するよう神より命ぜられた「見張りの天使たち」（エグレーゴロイ）は、生まれてくる人間の女性の美しさを目の当たりにし、魅せられてしまう。シェムハザを筆頭とする200人の天使たちは、人間の娘を妻とすべく、共謀して地上に降り、禁を犯した。これに際しシェムハザは、仲間の天使たちが裏切らぬよう誓を立てることを提案、あるいは強要したという。また一説には、シェムハザは仲間の天使たちが人間の娘と結婚しようとした時、ただ一人反対したが、結局は多数決になってしまい、仲間を止めることはできなかった（しかも、シェムハザ自身も娘と結婚してしまっている）ともいう。

## エノク書におけるシェムハザ
旧約聖書偽典『第一エノク書』によれば、人の子らの美しい娘たちに欲情し、「その中から自分の妻を選んで子をもうけようではないか」と話し合った天使たちの「筆頭」（6:3）がシェミハザ（シェムハザ）であった。シェミハザは「万が一きみたちが実行しようとしなかったら、わたしひとり大罪人として罰を受けることになりはしないか」と躊躇したが、他の者らは「ならばわれらみな、心変わりせずにこの企てをなし遂げるため、誓約を交わしましょう」と言い、〔約を違えぬよう〕皆が互いにのろいをかけ合った（このくだりについてはヘーレム#語義も参照）。こうして一蓮托生となりヘルモン山の頂に降り下った総勢200名の天使たちは、人間にさまざまな知識を供与した。シェミハザは「すべての魔法使いと根を断つ者とを教え」（8:3）たという。69章では堕天使の21名の頭領の名が列挙されているが、その筆頭にシェミハザが挙げられている。